# Campionats del món de ciclisme en ruta de 1932
Els Campionats del món de ciclisme en ruta de 1932 es disputaren el 31 d'agost a Roma, Itàlia.

## Resultats
| Proves :                         | Or                      | Or         | Argent              | Argent | Bronze                     | Bronze   |
| Professionals                    |                         |            |                     |        |                            |          |
| Cursa en línia masculina detalls | Alfredo Binda Itàlia    | 7h 01' 28" | Remo Bertoni Itàlia | + 15"  | Nicolas Frantz · Luxemburg | + 4' 52" |
| Amateurs                         |                         |            |                     |        |                            |          |
| Cursa en línia masculina         | Giuseppe Martano Itàlia | 4h 32' 52" | Paul Egli · Suïssa  | m. t.  | Paul Chocque · França      | m. t.    |

## Medaller
| Posició | País      | Or | Plata | Bronze | Total |
| 1       | Itàlia    | 2  | 1     | 0      | 3     |
| 2       | Suïssa    | 0  | 1     | 0      | 1     |
| 3       | Luxemburg | 0  | 0     | 1      | 1     |
| 3       | França    | 0  | 0     | 1      | 1     |
| Total   | Total     | 2  | 2     | 2      | 6     |